# حمید حامی
حمیدرضا اهلبوب  با نام هنری حامی خواننده پاپ-کلاسیک ایرانی است.

## زندگی شخصی
پدرش مربی فوتبال، صنعتگر و نیز کارمند سازمان تربیت بدنی و مادرش استاد خیاطی هر دو زاده‌ی جنوب شهر تهران با اصلیت چندگانه‌ی روس و آذری هستند. فرشتگان زمینی او پدر و مادرش هستند. او در ۱۹ سالگی پدر ۴۳ ساله‌اش را به دلیل ایست قلبی از دست داد و این اتفاق مسیر زندگی‌اش را تغییر داد. به گفته‌ی حامی، او تلخ‌ترین رویداد زندگی‌اش را از دست دادن پدر می‌داند، که ردی از این تلخی همچنان در موسیقی و زندگی او مشهود است. این اتفاق زندگی‌اش را به دو بخش قبل و بعد از مرگ پدر تقسیم کرد. دوران کودکی‌اش را در زادگاهش، دهکده المپیک تهران سپری کرد و پس از مرگ پدر ساکن شهرک چشمه در غرب تهران شد.
اوعشق به خانواده و نیز خدمت به هنر را از بزرگ‌ترین عشق‌ها و لذت‌های دنیا می‌داند و از نظرش «خداوند همسایه‌ی دیواربه‌دیوار خانواده است» سپیدی و عمق این عشق در صدا و موسیقی او به خوبی شنیده می‌شود.
از موسیقی‌های عاشقانه و صدای غم‌انگیز او می‌توان فهمید که همواره با نوعی حس عاشقانه زندگی کرده است. حامی همواره به ورزش، سلامتی، آمادگی جسمانی و تناسب اندام اهمیت خاصی داده. علاوه بر آموزش ژیمناستیک، شنا و تکواندو در دوران کودکی، با قامتی به بلندی ۱۹۱ سانتی‌متر بازیکن نوجوانان تیم بسکتبال انتظام تهران بود. 

### الگو
چارلی چاپلین اسطوره ی‌ او بود که الهام‌بخش زندگی هنری و شخصیتی او برای پیشرفت و ساختن امروز شد و همواره او را الگوی پشتکار و تلاش در زندگی خود می‌داند.
به اعتقاد حامی «خوب شنیدن، یک هنر است» و امروزه شنونده‌ی موسیقی خوب روزبه‌روز در حال کمترشدن است. ایستادگی و پایداری او در مقابل هجوم هجویات و موسیقی‌های بی‌تعهد و عامه‌پسند ستودنی است. چنان‌چه از زمان شروع فعالیتش در سال ۱۳۷۵ تا کنون هیچ‌گاه تن به جریانات بازاری و مافیایی موسیقی پولساز ایران نداده، بلکه به این جریانات پشت کرده و هیچگاه به بیراهه‌ی بازار نرفته است.

## فعالیت‌های هنری

### آواز در کودکی و نوجوانی
او کودکی بسیار خجالتی بود و همین موضوع باعث شده بود با وجود علاقه‌ی شدید به موسیقی و استعداد بی‌نظیر، تا سن ۱۱ سالگی به جز خانواده‌اش هیچکس صدای او را نشنیده باشد تا این‌که با توانایی در خواندن آهنگ‌های ابی به استعداد خود برای خواندن پی برد.
او با خواندن در محله و مدرسه‌اش به شهرت رسید. با این‌که پدرش تاکید بر درس خواندن او داشت ولی گاهی مخفیانه در میهمانی‌های دوستانش می‌خواند.
اولین نوازنده و اولین کسی که موسیقی را به‌صورت حرفه‌ای با او آغاز کرد، پیام میرجعفری بود که اکنون نوازنده و استاد پیانو و آهنگساز است و باعث ورود حامی به موسیقی شد.
در همان سال‌ها حامی که راه ورود حرفه‌ای به موسیقی را رادیو و تلویزیون ایران می‌دید. استودیو ۱۰۱ تلویزیون اولین حضور او پشت میکروفون استودیو و اطاق آکوستیک ضبط صدا بود. به گفته‌ی او شیفتگی وعلاقه‌اش به لمس و تجربه‌ی نزدیک آلات موسیقی و صدابرداری از آن‌جا شروع شد.

### آواز در جوانی
پس از مرگ پدر در کنار تجربه و یادگیری خودآموز موسیقی، برای گذران زندگی بدون پدر و بر خلاف میل باطنی‌اش به خواندن در مراسم جشن با گروه‌های حرفه‌ای موسیقی پرداخت و در مدت زمان کوتاهی او را به شهرت رساند.
در شهریور ماه ۱۳۷۵ به خدمت سربازی اعزام شد و تمام این ۲ سال را در تهران سپری کرد. به گفته‌ی او در مصاحبه‌هایش، آشنایی او در این دوره با فریبرز لاچینی نقطه‌ی آغازی در زندگی هنری او است اما آشنایی و نیز مرگ بابک بیات و ناصر چشم آذر در زندگی هنری‌اش تاثیر بسیاری داشته است. 

### آغاز حرفه‌ای آواز
اولین آهنگ رسمی حامی «پربگیر» نام داشت که باعث ورود حرفه‌ای او به عرصه‌ی موسیقی شد. ترانه‌ای بر تیتراژ تله‌فیلم «فالگیر» به کارگردانی کاظم راست‌گفتار، با شعر و آهنگ دکتر علی راست‌گفتار.
پس از آن به واسطه آشنایی با علی شاه‌حاتمی، ویدیو کلیپ «عاطفه‌ها» به آهنگسازی فریبرز لاچینی و شعر پرویز صبری را خواند و برای اولین بار صدای حامی از تلویزیون ایران پخش شد.
سومین قدم او خواندن دو ترانه به نام‌های «دوپرنده» و «مات و مبهوت» در فیلم سینمایی جوانی به کارگردانی مجید قاری‌زاده، آهنگ فریبرز لاچینی و شعر پرویز صبری بود. این فیلم پرفروش با بازی بازیگران مشهور و صاحب گیشه‌ی آن زمان، ابوالفضل پورعرب، رضا رویگری و پژمان بازغی باعث شهرت اولیه حامی در مارکت نوپای موسیقی بعد از انقلاب ایران شد. 

### فعالیت خارج از ایران
پس از پایان دوران خدمت سربازی در نیمه دوم سال ۱۳۷۷ برای خواندن در کلابهای ایرانی در کشور امارات به آنجا رفت و به مدت یک سال و نیم با گروه‌های حرفه‌ای موسیقی به روی صحنه رفت. به گفته‌ی خود او بزرگ‌ترین درس‌های آواز و موسیقی را در کنار همکاری با نوازنده‌های حرفه‌ای و خواننده‌های پیش از انقلاب در این مدت تجربه کرد. این تجربه در کنار استعداد ذاتی و خدادادی‌اش از او یک خواننده‌ی پاپ آماده برای یک شروع قدرتمند و تحسین برانگیز، بدون تقلید و مشابه‌خوانی ساخت.

### بازگشت به ایران
پس از بازگشت به ایران به واسطه آشنایی با دکتر محمدرضا چراغعلی تولید و ضبط اولین آلبوم مستقلش به نام «حامی» در استودیو پژواک شروع شد که این آلبوم در اردیبهشت ۱۳۸۰ به‌صورت رسمی منتشر شد و نام او به عنوان خواننده‌ی جوان نوظهور بر سر زبان‌ها و جلد نشریات نقش بست. آلبومی که بدون هیچ پشتوانه سیاسی و تبلیغاتی، جای خود را در بین هواداران بااصالت موسیقی پیدا کرد و سنگ بنای استوار ماندگاری او را بنا گذاشت.

### کنسرت
اولین و دومین اجرای کنسرت حامی در سال ۱۳۸۱ و ۱۳۸۳ به‌صورت مشترک با ناصر عبدالهی، خواننده‌ی فقید در سالن دانشگاه کیش و دانشگاه شیراز برگزار شد.  مافیای کنسرت تا سال‌ها بعد از آن اجازه‌ی اجرای کنسرت‌های بزرگ را از او گرفته بود تا این‌که در سال ۱۳۸۶ بعد از دو سال استقامت برای گرفتن مجوز، عاقبت در محوطه‌ی کاخ سعدآباد تهران با ارکستر بزرگی به روی صحنه رفت.
اولین اجرای او در تلویزیون به همراه ارکستر سمفونیک تلویزیون و به رهبری نادر مرتضی‌پور انجام شد. به گفته‌ی حامی حضور او در کنار چندین نوازنده در حالی که تصاویر زنده این اجرا در بیشتر شبکه‌های تلویزیونی پخش می‌شد، یکی از پر استرس‌ترین اجراهای او بوده است. او در کارنامه‌ی خود اجرای پنج شب کنسرت به همراه ارکستر سمفونیک تهران به رهبری مجید انتظامی، در تالار وحدت تهران و نیز اجرای دو کنسرت به همراه ارکستر سمفونیک تلویزیون به رهبری محمد بیگلری و تعداد بیشماری از این دست اجراها را دارد.

### جوایز
حامی در نخستین جشنواره ترانه بعد از انقلاب با عنوان «اشاره‌های آسمان، ترانه‌های زمین» در پاییز سال ۱۳۸۲ به عنوان ترانه‌خوان برگزیده‌ی سال انتخاب شد و در مراسم اختتامیه جشنواره به همراه بابک امینی، نوازنده‌ی گیتار و رضا تاجبخش، نوازنده‌ی پیانو به زیبایی به اجرای چند قطعه پرداخت که این اجرا آخرین اجرای بابک امینی در ایران بود.
او در سال ۱۳۹۱ در اولین همایش ملی نخبگان، اندیشمندان و فرهنیختگان هنر ایران، که کنسرواتوآر تهران به ریاست دکتر بهزاد معافی برگزار می‌کرد نیز به عنوان نخبه‌ی برگزیده انتخاب شد.
یکی از آلبوم‌های او به نام «یک لحظه عاشق شو» که در سال ۱۳۹۲ منتشر شده بود، در شهریور ماه ۱۳۹۳ به عنوان آلبوم موسیقی پاپ برگزیده سال در دومین جشن سالانه‌ی «موسیقی ما» به انتخاب کارشناسان، داوران و اهالی موسیقی برگزیده شد.

### آلبوم بوی خوب گندم
این آلبوم شامل نه آهنگ از آثار واروژان نابغه ی موسیقی ایرانی و برای بزرگداشت یاد او توسط علی موثقی بازنویسی و ضبط شد، ضبط این آلبوم در اواخر سال ۱۳۸۱ پایان یافت اما عدم صدور مجوز انتشار باعث شد که این آلبوم هیچ‌گاه به‌صورت رسمی منتشر نشود. این آلبوم به‌صورت غیرمجاز توسط شرکتی که مسوولیت گرفتن مجوز آن را داشت در سال ۱۳۸۶ منتشر شد که دشواری‌های بیشتری برای ادامه فعالیت هنری حامی در ایران برای او در برداشت.

### حامی و مافیای موسیقی
از دغدغه‌های فکری بزرگ حامی که همواره آن را فریاد زده، نفوذ و تاثیر مافیای موسیقی سیاسی پس از ۱۳۵۷ و تاثیر بزرگ سیاست در تمام هنر ایران است. او همواره  پرچمدار مبارزه و روشنگری علیه مافیای آلوده به سیاست هنر در ایران بوده، از این‌رو دشمنان زیادی که منافع خود را در خطر می‌بینند همواره در تلاش برای سنگ‌اندازی به‌‌سوی فعالیت‌های هنری او و گاهی تهدید او در زندگی شخصی‌اش شده‌اند. مصاحبه‌های جنجالی و صحبت‌های بدون سانسور او در تلویزیون و مطبوعات همیشه برای او دردسرساز بوده اما باعث نشده که او دست از مبارزه بکشد و شعار عدالت‌خواهی خود را فراموش کند که «چرا قانون برای یک عده خاص وجود ندارد؟!»
او همیشه از خاطرات تلخی سخن می‌گوید که آنها را نتیجه‌ی رانت و مافیاگری در موسیقی ایران می‌داند. از جمله خرید و فروش و خواندن تیتراژ فیلم‌های سینمایی و تلویزیونی که در ابتدا او خواننده‌ی برخی از آن‌ها بوده: سریال‌های تلویزیونی هم‌چون «نابرده‌رنج» و «سایه آفتاب» و فیلم سینمایی «هم‌نفس» و تعداد بی‌شماری از مجموعه‌های تصویری که ساعتی مانده به پخش آنها خواننده‌ی دیگری را جایگزین حامی کرده‌اند.

## فیلم سینمایی و سریال
در طی این سالها فیلمهای بسیاری با صدای حامی اکران شدند که گاهی موسیقی آنها تاثیر دوچندانی نسبت به تصویر داشت که فیلمهای موزیکال یا موسیقی محور در این بین نقش پررنگ تری داشته اند.
شاید تاثیرگذارترین سکانس از فیلمهایی که او خواننده آنها بود مربوط به صحنه اعدام محمدرضا گلزار در نقش سام در فیلم سام و نرگس به کارگردانی ایرج قادری و با بازی اکرم محمدی، اسماعیل شنگله، محمود کاکاوند و پوراندخت مهیمن است. محمدرضا گلزار که اولین تجربه سینمایی او سام و نرگس است شاید قسمتی از شهرت و پیشرفت خود را مدیون موسیقی متن این فیلم وصدای ماندگار حامی باشد.
در فیلم گل یخ به کارگردانی کیومرث پوراحمد، با بازی محمدرضا گلزار، ویشکا آسایش، گوهر خیراندیش و الناز شاکردوست که این فیلم اولین بازی او در عرصه سینما به حساب می آید و با بازی در نقش همسر گلزار در این فیلم توانست به بازیگری معروف تبدیل شود و به شهرت برسد. حامی در این فیلم سه ترانه ی قدیمی از دهه ی پنجاه و یک ترانه ی تازه اجرا کرد که به جذابیت هرچه بیشتر این فیلم نزد عامه ی مردم و پیشرفت گلزار و شاکردوست کمک کرد. در این فیلم گلزار در نقش عباس خواننده ای عاشق است که ترانه ها را اجرا می کند.
یکی دیگر از فیلمهای موسیقی محور با صدای او هدف اصلی است به کارگردانی قدرت صلح میرزایی و بازی حدیث فولادوند، آنا نعمتی، اکبر عبدی، پوراندخت مهیمن، سیروس گرجستانی و معرفی امیرحسین آرمان به عنوان پدیده ای نوظهور در سینمای ایران که با این فیلم به شهرت رسید. آرمان در نقش سامان خواننده ای است که با صدای تاثیرگذار حامی این ترانه ها را در فیلم اجرا میکند.
موسیقی محور بودن پدیده جذاب و نوظهوری در جامعه ی ایرانی بعد از انقلاب بود که در چند فیلم دیگر با صدای حامی تکرار شد.
از آن جمله: پاتو زمین نذار با بازی و کارگردانی ایرج قادری، مهرانه مهین ترابی، میرطاهر مظلومی و شیلا خداداد. فیلم شبکه به کارگردانی ایرج قادری با بازی نیما شاهرخ شاهی، ماه چهره خلیلی، افسانه پاکرو، اکبر عبدی، ایرج قادری و سیروس گرجستانی. غزل با بازی حدیث فولادوند، علی قربان زاده، نیما فلاح و لیدا جوادی. فیلم فالگیر با معرفی مهناز افشار.

## تئاتر
تنها صحنه ی تئاتری که با شکوه تمام شاهد هنرنمایی حامی به عنوان بازیگر بود <دیو و دلبر> نام داشت که با استقبال بی نظیر هواداران تئاتر روبرو شد. آنچنان که چهل و دو شب در تابستان ۱۴۰۱ در تالار وحدت تهران روی صحنه رفت. در این تئاتر موزیکال حامی نقش دیو را بازی میکرد. به گفته ی او استمرار تمرین برای این تئاتر به مدت چهار ماه مداوم و نیز چهل و دو شب اجرای بدون تعطیلی آن تاثیر به سزایی روی آمادگی حنجره و صدای او برای حضور مجدد در صحنه های موسیقی داشت.  
تئاترموزیکال دیو و دلبر، نویسنده و کارگردان: ماهان حیدری، سال ۱۴۰۱، تالار وحدت
| فیلم / تئاتر   | سال اکران | کارگردان         | اسم ترانه    | ترانه سرا         | آهنگساز         | تنظیم کننده     |
| فالگیر         | ۱۳۷۶      | کاظم راستگفتار   | پربگیر       | علی راستگفتار     | علی راستگفتار   | علی راستگفتار   |
| جوانی          | ۱۳۷۷      | مجید قاری زاده   | دو پرنده     | پرویز صبری        | فریبرز لاچینی   | فریبرز لاچینی   |
| جوانی          | ۱۳۷۷      | مجید قاری زاده   | مات و مبهوت  | پرویز صبری        | فریبرز لاچینی   | فریبرز لاچینی   |
| سام و نرگس     | ۱۳۸۱      | ایرج قادری       | دلم گرفت     | اهورا ایمان       | بابک بیات       | بابک بیات       |
| غزل            | ۱۳۸۱      | محمدرضا زهتابی   | غزل          | رضا اشعاری        | ناصر چشم آذر    | ناصر چشم آذر    |
| گل یخ          | ۱۳۸۲      | کیومرث پوراحمد   | شب نقاشی     | افشین یدالهی      | فردین خلعتبری   | فردین خلعتبری   |
| گل یخ          | ۱۳۸۲      | کیومرث پوراحمد   | گنجشکای خونه | اردلان سرفراز     | حسن شماعی زاده  | فردین خلعتبری   |
| گل یخ          | ۱۳۸۲      | کیومرث پوراحمد   | سیمین بری    | جمشید شیبانی      | جمشید شیبانی    | فردین خلعتبری   |
| گل یخ          | ۱۳۸۲      | کیومرث پوراحمد   | غم تنهایی    | آرش سزاوار        | آرش سزاوار      | فردین خلعتبری   |
| پشت شمشادها    | ۱۳۸۳      | علی رویین تن     | آخدا         | علی رویین تن      | محمد فرشته نژاد | محمد فرشته نژاد |
| پشت شمشادها    | ۱۳۸۳      | علی رویین تن     | شب           | علی رویین تن      | محمد فرشته نژاد | محمد فرشته نژاد |
| به خاطر سوگند  | ۱۳۸۴      | رحیم حسینی       | سوگند        | بابک صحرایی       | ستار اورکی      | ستار اورکی      |
| تارا           | ۱۳۸۴      | سعید سهیلی       | تارا         | بابک صحرایی       | ستار اورکی      | ستار اورکی      |
| هدف اصلی       | ۱۳۸۵      | قدرت صلح میرزایی | یاد من باش   | یغما گلرویی       | حامی            | رضا تاجبخش      |
| هدف اصلی       | ۱۳۸۵      | قدرت صلح میرزایی | خاکستر شب    | بابک صحرایی       | حامی            | رضا تاجبخش      |
| پاتو زمین نذار | ۱۳۸۷      | ایرج قادری       | جدایی        | بابک صحرایی       | ستار اورکی      | ستار اورکی      |
| پاتو زمین نذار | ۱۳۸۷      | ایرج قادری       | ماه دلگیر    | بابک صحرایی       | ستار اورکی      | ستار اورکی      |
| قفس طلایی      | ۱۳۸۹      | بهمن زرین دست    | قفس طلایی    | طهمورث پورشیرمحمد | محمدرضا چراغعلی | محمدرضا چراغعلی |
| شبکه           | ۱۳۸۹      | ایرج قادری       | پرواز ممنوع  | بابک صحرایی       | ستار اورکی      | ستار اورکی      |

## بیماری حنجره
در سال ۱۳۸۸ و در جریان یکی از کنسرت‌هایش متوجه شد که دیگر توانایی گذشته برای اجرای کنسرت را ندارد. در ابتدا این مشکل را جدی نگرفت تا اینکه در اواسط سال ۱۳۸۹ آرام‌آرام متوجه شد که در ضبط‌های استودیویی هم دیگر توانایی گذشته را ندارد. در میان صداپیشگان به‌خصوص خوانندگان، که سرمایه گذاری روانی زیادی روی صدای خود کرده‌اند و هویت شخصی آن‌ها به صدایشان گره خورده است، ضایعه‌ای که سبب از بین رفتن صدا یا ایجاد اشکلالات دایمی در صدایشان شود اغلب همان میزان پاسخ‌های روانی منفی قوی دارد که در اثر مرگ عزیزان ایجاد می‌شود، یعنی غصه‌ای هم‌سنگ مرگ والدین.
به این دلیل و از این تاریخ حامی وارد دوره‌ی پنج ساله‌ی بیماری حنجره خود شد و در پی آن فشارهای شدید روانی و سرخوردگی و گوشه‌گیری فراوانی که او را به مرز افسردگی شدید رساند اما از آنجا که موسیقی بعد از ۵۷ ایران پیوندی ناگسستنی با اسم و آثار او یافته بود، در این سالهای تنهایی و انزوا، برخی از دوستان و اهالی موسیقی او را رها نکرده و همواره حمایتش کردند.
اولین اجرای زنده‌ی او پس ازاین اتفاق در جشن سالانه‌ی سایت «موسیقی ما» در شهریور ۱۳۹۴ با همراهی رضا تاجبخش نوازنده‌ی پیانو و سوگل شیری نوازنده‌ی ویولن سل با اجرای ترانه‌های یاد من باش و حرف عاشقانه همراه بود. اجرایی باشکوه که به گفته‌ی حامی یکی از بزرگترین چالش‌ها و ترس‌های زندگی‌اش بود که به آن غلبه کرد و به او اعتماد به نفس دوباره خواندن داد. تلاش و اصرار یاشار درفشه دوست و همکارش منجر به برگزاری اولین کنسرت او در تاریخ ۸ دی ۱۳۹۴ در تالار وحدت تهران شد، ترس‌هایش کمرنگ شده بودند و او دوباره به زندگی هنری بازگشت.{۷}

## فعالیتهای هنری دیگر
حامی که پس از تحصیلات دوران دبیرستان به دلیل مرگ پدرش بلافاصله به خدمت سربازی رفته و پس از آن ایران را ترک کرده بود، در بازگشت با توجه به علاقه بسیاری که به دیگر هنرها از جمله عکاسی، نقاشی، شعر و معماری داشت به تحصیلات و تجربیاتی محدود در آن‌ها پرداخت. 
آشنایی او با عکاسی از دوربین عکاسی آنالوگ پدرش شروع شد. در زمان فیلمبرداری فیلم گل یخ، کارگردان آن کیومرث پوراحمد دوربینی که در دوران جوانی سینما را با آن شروع کرده بود به حامی هدیه داد که این هدیه ی ارزشمند باعث علاقه ی شدید او به عکاسی شد. او پس از گذراندن دوره‌های پیشرفته عکاسی در دانشگاه تهران، در دی ماه ۱۳۹۴ نمایشگاه عکاسی خیریه‌ی بزرگی در مرکز موسسه فرهنگی اکو در تهران برگزار کرد که مورد توجه طرفداران او، خبرنگاران حوزه‌‌های مختلف و اهالی هنر قرار گرفت. افتخارحسین عارف، رییس موسسه فرهنگی اکو این نمایشگاه را برگ زرینی در تاریخ فعالیت‌های فرهنگی هنری اعضاء اکو می‌داند. 
- نمایشگاه عکس، سال ۱۳۹۴، مؤسسه فرهنگی اکو[۲]
- نمایشگاه عکس، سال ۱۴۰۰، گالری انگار[۳]

او در زمینه دکوراسیون داخلی نیز دوره‌های پیشرفته‌ای در دانشگاه تهران دیده است و در سمینار بین‌المللی معماری مرداد ماه ۱۳۹۳ و سمینار هدکس دی ماه ۱۳۹۲ گواهی‌های بین المللی در زمینه چیدمان برتر، انتخاب مبلمان در دکوراسیون، آسیب‌شناسی وضعیت مبلمان در آپارتمان‌های امروزی، ارگونومی در خانه‌های امروزی، طراحی و دکوراسیون داخلی در آپارتمان‌های امروزی، مدیریت ارتباط با مشتری در بازار مبلمان، رویکردهای بین المللی درمعماری و نیز نوآوری در عرضه و فروش را دریافت نموده است.

## تک آهنگ ها
| شماره | نام                | ترانه سرا                  | آهنگساز / تنظیم کننده         |
| ۱     | چهره های ماندگار   | علی معلم                   | امیر بکان                     |
| ۲     | حوای بهشت          | علی معلم                   | امیربکان                      |
| ۳     | کوچ                | علی معلم                   | فرهاد برنجان                  |
| ۴     | نی نامه            | قیصر امین پور              | امیر بکان                     |
| ۵     | خرمشهر             | علی معلم                   | امیر بکان                     |
| ۶     | فواره ی فریاد      | سعید میرزایی               | محمدرضا عقیلی                 |
| ۷     | نسیم و رازقی       | حسن عسگری                  | حسین شریفی/سهراب برهمندی      |
| ۸     | آیینه              | علی معلم                   | محمدرضا عقیلی                 |
| ۹     | قاب آفتاب          | سعید حدادیان               | امیر بکان                     |
| ۱۰    | جشن ستاره          | احمد میرزایی               | محمدرضا چراغعلی               |
| ۱۱    | یلدا               | ساعد باقری                 | امیر بکان                     |
| ۱۲    | سمفونی فاتحان      | سیمین دخت وحیدی            | امیر بکان                     |
| ۱۳    | درد عشق            | عطار نیشابوری              | پانیذ فریوسفی/بردیا کیارس     |
| ۱۴    | هوای برفی          | خلیل جوادی                 | محمد سام نژاد                 |
| ۱۵    | فرصت عاشقی         | جبار کاکایی                | امیر بکان                     |
| ۱۶    | خورشید             | اسماعیل فرزانه             | علی تفرشی                     |
| ۱۷    | آوای ایران         | ساعد باقری                 | مجید انتظامی                  |
| ۱۸    | سمفونی شورانگیز    | اسماعیل امینی              | محمد بیگلری پور               |
| ۱۹    | سمفونی فریاد رهایی | اسماعیل امینی              | محمد بیگلری پور               |
| ۲۰    | مثلث کاغذی         | بیژن ارژن                  | ایمان جعفری پویان/میلاد موحدی |
| ۲۱    | مرز تماشا          | جبار کاکایی                | اکبر آزاد/امید سیاره          |
| ۲۲    | پرچم توحید         | اسماعیل امینی              | محمدرضا عقیلی                 |
| ۲۳    | سرزمین سبز         | قزوه                       | محمدرضا عقیلی                 |
| ۲۴    | مادر دنیا          | فرید احمدی                 | سعید شبانی نژاد               |
| ۲۵    | چشمان بیدار        | یغما گلرویی                | حامی/رضا تاجبخش               |
| ۲۶    | کوچه               | علیرضا دهقان               | محمدرضا چراغعلی               |
| ۲۷    | خاکستر دریا        | افشین یدالهی               | احسان خواجه امیری/امیر فتحی   |
| ۲۸    | راویان عشق         | افشین یدالهی               | شاهین یوسف زمانی              |
| ۲۹    | چاره ساز           | سپیده ذهنی                 | سعید ذهنی                     |
| ۳۰    | سمفونی افتخار      | ساعد باقری                 | محمد میرزمانی                 |
| ۳۱    | از سنگ تا آسمان    | سعید میرزایی               | محمد بیگلری پور               |
| ۳۲    | عاطفه ها           | پرویز صبری                 | فریبرز لاچینی                 |
| ۳۳    | ترجمان عشق         | فرامرز کیارس               | بردیا کیارس                   |
| ۳۴    | آزادی              |                            | پیام طونی                     |
| ۳۵    | خاک سبز            | بابک صحرایی                | بابک بیات                     |
| ۳۶    | زندگی              | اهورا ایمان                | فریدون شهبازیان               |
| ۳۷    | صدف ها             | عبدالملکیان                | هادی آرزم                     |
| ۳۸    | شهریاران           | جبار کاکایی                | حامی/رضا تاجبخش               |
| ۳۹    | سودای عشق          | افشین یدالهی               | امید حجت                      |
| ۴۰    | انتظار             | مرتضی امینی اسفندقه        | هادی آرزم                     |
| ۴۱    | آشتی               | راضیه بهرامی               | حسن فراهانی                   |
| ۴۲    | میهن زیبای من      | جبار کاکایی                | فرهاد برنجان                  |
| ۴۳    | ستایش              | جبار کاکایی                | محمد فرشته نژآد               |
| ۴۴    | شهر من             | افشین یدالهی               | فریدون شهبازیان               |
| ۴۵    | آبی شو             | بابک صحرایی                | ناصر چشم آذر                  |
| ۴۶    | سمفونی فارسی       |                            | محمد میرزمانی                 |
| ۴۷    | سمفونی خلیج فارس   | جبار کاکایی                | امیر بکان                     |
| ۴۸    | میهن               | جبار کاکایی                | امیر بکان                     |
| ۴۹    | پرنده بودم         | سهیل محمودی                | حسین شریفی                    |
| ۵۰    | عشق نزدیک است      | افشین یدالهی               | بابک زرین                     |
| ۵۱    | حیلت رها کن        | مولانا                     | محمد فرشته نژاد               |
| ۵۲    | هوای تو            | بابک صحرایی                | حامی/پوریا حیدری              |
| ۵۳    | همقدم              | ساعد باقری                 | محمدرضا عقیلی                 |
| ۵۴    | دانه های برف       | محسن وطنی                  | وشکا دلنوازی                  |
| ۵۵    | آشنا               | محمدرضا عقیلی              | مصطفی محدثی                   |
| ۵۶    | هلال سرخ           | محمد عباسی/پدرام ایرج پناه | یغما گلرویی                   |
| ۵۷    | برف                | فرهاد برنجان               | ایرج قنبری                    |
| ۵۸    | فروردین            | هادی آرزم                  |                               |
| ۵۹    | در هوای عشق        | اکبرآزاد/شهرام رکوعی       | ایرج قنبری                    |
| ۶۰    | مادر من            | حسین میرزایی               | بیژن ارژن                     |
| ۶۱    | دختر مشرق          | بابک زرین                  |                               |
| ۶۲    | برف زیبا           | حسین میرزایی               | اسماعیل امینی                 |
| ۶۳    | پیکر خورشید        | سعید بیابانکی              | هادی آرزم                     |
| ۶۴    | رگهای تشنه         |                            | امیر بکان                     |
| ۶۵    | دعوت               | محمد رسولی                 | بهزاد عبدی                    |
| ۶۶    | مهرآفرین           |                            | حامی/بهنام ابطحی              |
| ۶۷    | ایران              | کاظم بهمنی                 | بهزاد عبدی                    |

## آلبوم شناسی
| ردیف | اسم             | تاریخ | توضیحات                                                 |
| ۱    | قبیله عشق       | ۱۳۷۸  | سینمایی                                                 |
| ۲    | حامی            | ۱۳۸۰  | اولین آلبوم پاپ                                         |
| ۳    | سام و نرگس      | ۱۳۸۱  | موسیقی فیلم                                             |
| ۴    | دو نیمه ی رویا  | ۱۳۸۲  | دومین البوم پاپ                                         |
| ۵    | سمفونی ایثار    | ۱۳۸۵  | اولین آلبوم موسیقی کلاسیک                               |
| ۶    | سمفونی پیامبر   | ۱۳۸۶  | دومین آلبوم موسیقی کلاسیک                               |
| ۷    | فقط نگاه می کنم | ۱۳۸۶  | سومین آلبوم پاپ                                         |
| ۸    | بوی خوب گندم    | ۱۳۸۲  | یادواره واروژان                                         |
| ۹    | آخدا            | ۱۳۸۹  | چهارمین آلبوم پاپ به همراه تعدادی از آثار سینما و تئاتر |
| ۱۰   | یک لحظه عاشق شو | ۱۳۹۲  | پنجمین آلبوم پاپ                                        |
| ۱۱   | نارنج و ترنج    | ۱۴۰۰  | ششمین آلبوم پاپ                                         |
| ۱۲   | شک              | ۱۴۰۳  | هفتمین آلبوم پاپ                                        |